# Brett Hull
Brett Andrew Hull, född 9 augusti 1964 i Belleville i Ontario, är en amerikansk-kanadensisk före detta professionell ishockeyspelare och numera vice president för Dallas Stars.
Brett Hull är en av NHL:s mest framgångsrika målgörare genom tiderna och har spelat 18 säsonger i NHL. Brett Hull har gjort 741 mål i NHL vilket gör honom till den femte bästa målskytten i NHL genom tiderna. Bara Wayne Gretzky, Gordie Howe, Aleksandr Ovetjkin och Jaromir Jagr har gjort fler mål än Brett Hull. Han gjorde även 650 assistpoäng i karriären och stannade på totalt 1391 poäng. Brett tillhör en exklusiv skara spelare som gjort 50 mål eller fler på mindre än 50 matcher. Det är bara Brett Hull och Wayne Gretzky som klarat av den bedriften mer än en gång.
1998 samlade tidningen The Hockey News ihop en kommitté av 50 hockeyexperter bestående av före detta NHL-spelare, journalister, TV-bolag, tränare och styrelsemedlemmar för att göra en lista över de 100 bästa spelarna i NHL:s historia. Experterna röstade fram Brett Hull på 64:e plats.
Brett Hull är son till den kanadensiske tidigare ishockeyspelaren Bobby Hull och brorson till Dennis Hull. Under sin tid i NHL blev Brett Hull känd för att ha det mest fruktade skottet i ligan.

## Statistik
| 1984–85     | Minnesota-Duluth      | NCAA        | 48   | 32  | 28  | 60   | 24  | —   | —   | —  | —   | —  |
| 1985–86     | Minnesota-Duluth      | NCAA        | 42   | 52  | 32  | 84   | 46  | —   | —   | —  | —   | —  |
| 1985–86     | Calgary Flames        | NHL         | —    | —   | —   | —    | —   | 2   | 0   | 0  | 0   | 0  |
| 1986–87     | Moncton Golden Flames | AHL         | 67   | 50  | 42  | 92   | 16  | 3   | 2   | 2  | 4   | 2  |
| 1986–87     | Calgary Flames        | NHL         | 5    | 1   | 0   | 1    | 0   | 4   | 2   | 1  | 3   | 0  |
| 1987–88     | Calgary Flames        | NHL         | 52   | 26  | 24  | 50   | 12  | —   | —   | —  | —   | —  |
| 1987–88     | St. Louis Blues       | NHL         | 13   | 6   | 8   | 14   | 4   | 10  | 7   | 2  | 9   | 4  |
| 1988–89     | St. Louis Blues       | NHL         | 78   | 41  | 43  | 84   | 33  | 10  | 5   | 5  | 10  | 6  |
| 1989–90     | St. Louis Blues       | NHL         | 80   | 72  | 41  | 113  | 24  | 12  | 13  | 8  | 21  | 17 |
| 1990–91     | St. Louis Blues       | NHL         | 78   | 86  | 45  | 131  | 22  | 13  | 11  | 8  | 19  | 4  |
| 1991–92     | St. Louis Blues       | NHL         | 73   | 70  | 39  | 109  | 48  | 6   | 4   | 4  | 8   | 4  |
| 1992–93     | St. Louis Blues       | NHL         | 80   | 54  | 47  | 101  | 41  | 11  | 8   | 5  | 13  | 2  |
| 1993–94     | St. Louis Blues       | NHL         | 81   | 57  | 40  | 97   | 38  | 4   | 2   | 1  | 3   | 0  |
| 1994–95     | St. Louis Blues       | NHL         | 48   | 29  | 21  | 50   | 10  | 7   | 6   | 2  | 8   | 0  |
| 1995–96     | St. Louis Blues       | NHL         | 70   | 43  | 40  | 83   | 30  | 13  | 6   | 5  | 11  | 10 |
| 1996–97     | St. Louis Blues       | NHL         | 77   | 42  | 40  | 82   | 10  | 6   | 2   | 7  | 9   | 2  |
| 1997–98     | St. Louis Blues       | NHL         | 66   | 27  | 45  | 62   | 26  | 10  | 3   | 3  | 6   | 2  |
| 1998–99     | Dallas Stars          | NHL         | 60   | 32  | 26  | 58   | 30  | 22  | 8   | 7  | 15  | 4  |
| 1999–00     | Dallas Stars          | NHL         | 79   | 24  | 35  | 59   | 43  | 23  | 11  | 13 | 24  | 4  |
| 2000–01     | Dallas Stars          | NHL         | 79   | 39  | 40  | 79   | 18  | 10  | 2   | 5  | 7   | 6  |
| 2001–02     | Detroit Red Wings     | NHL         | 82   | 30  | 33  | 63   | 35  | 23  | 10  | 8  | 18  | 4  |
| 2002–03     | Detroit Red Wings     | NHL         | 82   | 37  | 39  | 76   | 22  | 4   | 0   | 1  | 1   | 0  |
| 2003–04     | Detroit Red Wings     | NHL         | 81   | 25  | 43  | 68   | 12  | 12  | 3   | 2  | 5   | 4  |
| 2005–06     | Phoenix Coyotes       | NHL         | 5    | 0   | 1   | 1    | 0   | —   | —   | —  | —   | —  |
| NCAA totalt | NCAA totalt           | NCAA totalt | 90   | 84  | 60  | 144  | 70  | —   | —   | —  | —   | —  |
| NHL totalt  | NHL totalt            | NHL totalt  | 1269 | 741 | 650 | 1391 | 458 | 202 | 103 | 87 | 190 | 73 |

## Meriter
- Stanley Cup – 1999 och 2002
- Lady Byng Trophy – 1990
- Hart Memorial Trophy – 1991
- Lester B. Pearson Award – 1991
- Spelade NHL All-Star Game – 1989, 1990, 1992, 1993, 1994, 1996, 1997 och 2001
- Vann målligan 1989, 1990 och 1991 men det fanns dock inget pris för detta, det började delas ut 1999.
- Hans 86 mål 1990–91 är rekord i antalet mål gjorda under en säsong av en högerforward i NHL.
- Den fjärde snabbaste spelaren att göra 500 mål i karriären i NHL vilket han gjorde på 693 matcher (bara Wayne Gretzky, Mario Lemieux och Mike Bossy har varit snabbare).
- Gjorde 33 hat-trick i karriären - dock ligger han bara på fjärde plats i antalet hat-trick i NHL
- Den spelare som gjort flest mål i powerplay i slutspelet (38 mål).
- Delar förstaplatsen med Wayne Gretzky i antalet matchvinnande mål i slutspelet (24 mål).
- St. Louis Blues har pensionerat hans tröja #16 och den hänger i taket i Scottrade Center.
- Valdes in i Hockey Hall of Fame 2009.